# Le Roman de Werther
Pour les articles homonymes, voir Werther.
Pour plus de détails, voir Fiche technique et Distribution.
Le Roman de Werther est un film français réalisé en 1938 par Max Ophuls.

## Synopsis
« Werther aime d'un amour profond Charlotte, la fiancée de son ami Albert ; voulant trouver l'oubli, il s'enfuit.  Cependant, sa passion le ramène irrésistiblement près de Charlotte et, bien que celle-ci, pendant son absence, ait épousé Albert, il n'en rentre pas moins en rapport suivis avec elle.  Troublée et vaincue, la jeune femme se jette un jour dans ses bras.  Mais aussitôt, furieuse et repentante, elle lui défend sa porte.  Werther prend la résolution de disparaître et se tue d'un coup de pistolet. »

— Ici Radio-Canada, Volume 10, numéro 29, Semaine du 10 au 16 juillet 1976, page 11.

## Fiche technique
- Titre : Le Roman de Werther
- Réalisation : Max Ophuls, assisté de Henri Aisner et de Jacqueline Audry
- Scénario : Hans Wilhelm et Max Ophuls, d'après Les Souffrances du jeune Werther de Goethe
- Dialogues : Fernand Crommelynck
- Musique : Jean-Sébastien Bach, Wolfgang Amadeus Mozart, Franz Schubert, Ludwig van Beethoven
- Photographie : Fédote Bourgasoff et Paul Portier
- Montage : Gérard Bensdorp et Jean Sacha
- Décors : Eugène Lourié
- Costumes : Annette Sarradin
- Directeur de production : Seymour Nebenzahl
- Société de production : Nero Film
- Pays d'origine : France
- Format : Noir et blanc - 1,37:1 - Mono - 35 mm
- Durée : 85 minutes
- Genre : Film dramatique
- Date de sortie : 14 décembre 1938

## Distribution
- Pierre Richard-Willm : Werther
- Annie Vernay : Charlotte
- Jean Galland : Albert
- Paulette Pax : la tante Emma
- Jean Périer : le président
- Edmond Beauchamp : le meurtrier
- Georges Bever : le chambellan
- Geno Ferny : le portraitiste
- Fernand Blot : le collègue de Werther
- Denise Kerny : la bonne
- Henri Guisol : Schertz, le greffier
- Roger Legris : Franz, le valet
- Jean Buquet : le petit Gustave
- Maurice Schutz : le sonneur
- Léonce Corne : le majordome
- Philippe Richard : le grand-duc
- Charles Nossent : le cocher
- Léon Larive : le cabaretier
- Georges Vitray : le bailli
- Génia Vaury : une fille
- Henri Beaulieu
- Henri Darbrey
- Pierre Darteuil
- Maurice Devienne
- Martial Rèbe
- Robert Rollis